# Bolesławiec (Łódź)
Bolesławiec is een dorp in het Poolse woiwodschap Łódź, in het district Wieruszowski. De plaats maakt deel uit van de gemeente Bolesławiec en telt ca. 900 inwoners.